# London Aquatics Centre
Il London Aquatics Centre è una struttura coperta con due vasche di 50 metri per il nuoto e una piscina di 25 metri per i tuffi, situata a Londra.
È stata una delle sedi principali delle Olimpiadi e delle Paralimpiadi estive di Londra 2012.

## Storia

### Progettazione
Il centro è stato progettato dall'architetta Zaha Hadid e si trova nel Parco olimpico di Stratford nella zona est di Londra. Con la sua architettura particolare e il tetto curvo, sarà la prima sede che i visitatori vedranno entrando nel Parco Olimpico. La struttura è alta 45 metri, 160 metri di lunghezza e 80 metri di larghezza.

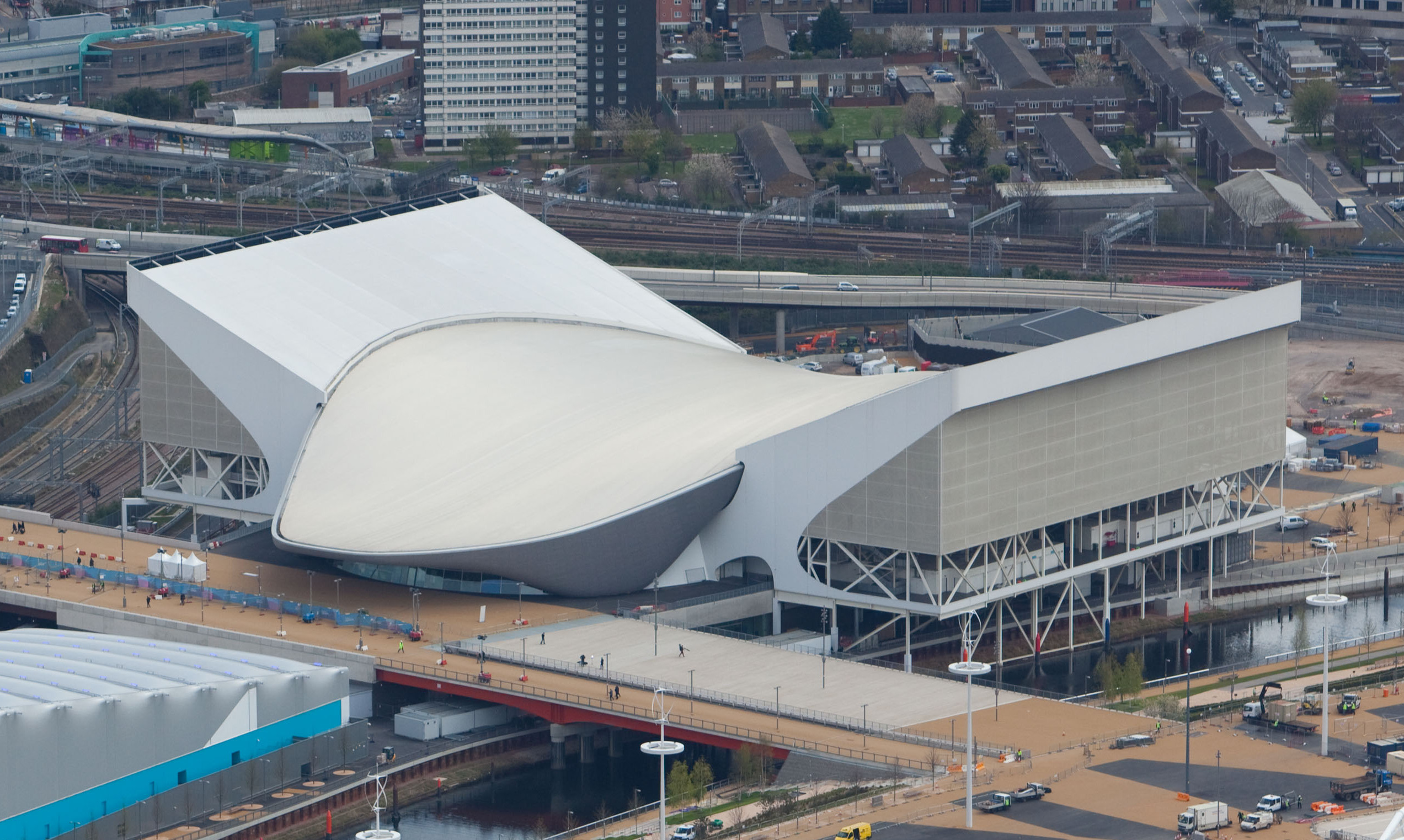
Il London Aquatics Centre durante le olimpiadi del 2012.

### Costruzione
Il contratto del Aquatics Centre è stato assegnato alla Balfour Beatty nel mese di aprile 2008. Allo stesso tempo è stato segnalato che il centro sarebbe costato circa tre volte rispetto a quello originariamente previsto. Gli aumenti dei costi sono stati attribuiti all'aumenta dell'IVA, e dal fatto che vi è incluso anche il costo stimato per convertire l'impianto ad uso pubblico dopo le Olimpiadi e le Paraolimpiadi. Il tetto è anche stato ridotto da 3.300 metri quadrati 1.040 metri quadrati.
La costruzione è iniziata nel luglio 2008 ed è stata completata nel luglio 2011.
La copertura del tetto in alluminio è stato fornito da Kalzip. La struttura in acciaio è stata costruita in collaborazione con la Rowecord Engineering. Il soffitto è stato costruito con 30.000 sezioni di legno e le tre piscine contengono circa 10 milioni di litri di acqua.
Le piscine e le zone attigue sono state ricoperte con piastrelle ceramiche italiane della azienda Klinker Sire, che ha provveduto a sviluppare prodotti con caratteristiche tecniche e colori come da indicazione dell'architetto Hadid.

## Sito
Il centro è stato utilizzato per gli eventi olimpici di nuoto, tuffi e nuoto sincronizzato, e per gli eventi paralimpici di nuoto. Durante i giochi aveva una capacità di 17.500, che è stata ridotta a 2.500 dopo i Giochi.